# Lester Pearson

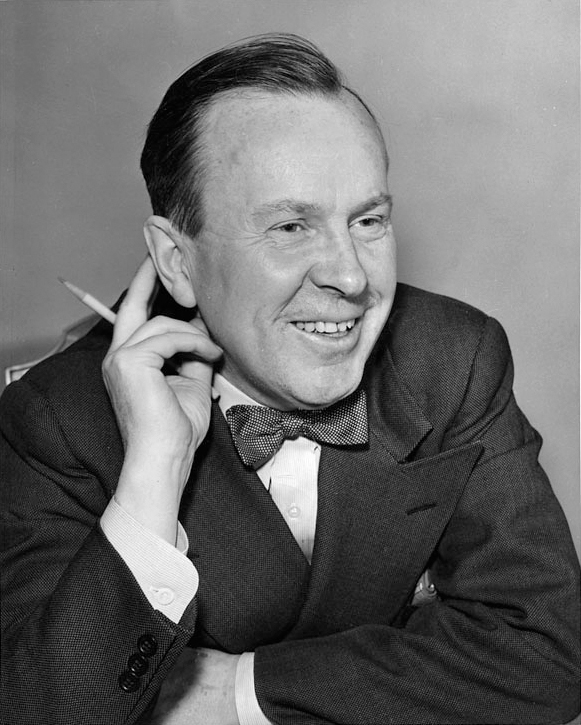
Lester Pearson (1944)

Lester Bowles „Mike“ Pearson, PC, OM, CC, OBE (* 23. April 1897 in Newtonbrook (heute zu Toronto gehörig); † 27. Dezember 1972 in Ottawa) war ein kanadischer Politiker und Diplomat. Er war vom 22. April 1963 bis zum 20. April 1968 Premierminister seines Landes sowie von 1958 bis 1968 Vorsitzender der Liberalen Partei Kanadas. 1952 war er Präsident der Generalversammlung der Vereinten Nationen, von 1948 bis 1957 Außenminister Kanadas.
Seine Minderheitsregierung führte die allgemeine öffentliche Krankenversicherung, das staatliche Pensionskassensystem, den Order of Canada und die neue kanadische Flagge ein. Als Vertreter der Vereinten Nationen trug Pearson wesentlich zur Beendigung der Sueskrise bei, wofür er 1957 mit dem Friedensnobelpreis ausgezeichnet wurde. Er wird auch als Initiator der Friedenstruppen der Vereinten Nationen und als Begründer der modernen Konzepte zur Friedenssicherung angesehen.

## Biografie

### Wehrdienst und Studium
Lester Bowles Pearson war der Sohn des wohlhabenden Methodistenpastors Edwin Arthur Pearson (später Pastor der United Church of Canada) und von Anne Sarah Bowles. Er studierte Geschichte am Victoria College der University of Toronto, trat während seiner Studentenzeit aber vor allem als Sportler in Erscheinung. So spielte er in den jeweiligen Universitätsmannschaften Rugby Union, Eishockey, Baseball und Lacrosse.
Wenige Monate nach Ausbruch des Ersten Weltkriegs meldete er sich im April 1915 freiwillig zum Dienst als Sanitäter. Nach der Grundausbildung war er ab 1915 in Thessaloniki im neutralen Griechenland stationiert. Pearson ersuchte um eine Versetzung an die Westfront und kam im März 1917 in Großbritannien an. Da er Kampfpilot werden wollte, schloss er sich dem Royal Flying Corps an. Zu einem Kampfeinsatz kam es jedoch nie: Ein Trainingsflug endete mit einer Bruchlandung und später wurde Pearson in London während der Verdunklung von einem Bus angefahren und verletzt. Im April 1918 wurde er schließlich aus gesundheitlichen Gründen aus dem Dienst entlassen und nach Kanada zurückgeschickt.

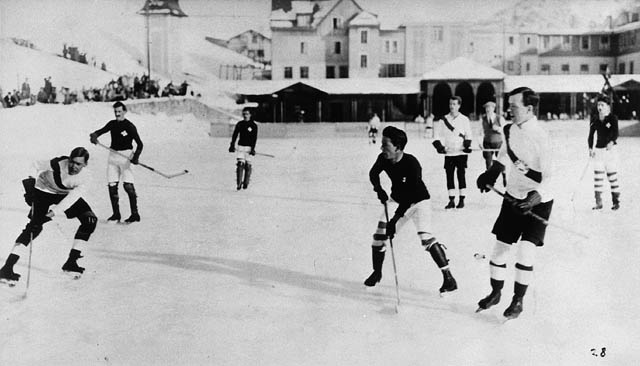
Eishockeyspiel des Oxford University Ice Hockey Club gegen die Schweiz (1922); Lester Pearson ist vorne rechts zu sehen

Nach Kriegsende setzte Pearson sein Studium in Toronto fort und schloss 1919 als Bachelor of Arts ab. 1920 arbeitete er in einem Fleischverarbeitungsbetrieb in Chicago, ging dann aber mit einem Stipendium ans St John’s College der University of Oxford und schloss 1925 als Master of Arts in moderner Geschichte ab. Er war zwischendurch als Dozent an der University of Toronto tätig und trainierte auch die Eishockey- und Canadian-Football-Mannschaften der Universität. 1925 heiratete er Maryon Moody, eine seiner Studentinnen; das Paar hatte eine Tochter (Patricia) und einen Sohn (Geoffrey).

### Diplomatische Karriere
Unzufrieden mit dem aus seiner Sicht bescheidenen Einkommen als Universitätsdozent, trat Pearson im August 1928 in den diplomatischen Dienst ein und arbeitete für das Außenministerium, das damals noch direkt dem Premierminister unterstellt war. Als Berater nahm er 1930 an der Londoner Flottenkonferenz, an internationalen Gesprächen im Rahmen des Völkerbundes und 1932 an der Genfer Abrüstungskonferenz teil. Premierminister Richard Bedford Bennett ernannte Pearson 1935 zum Ersten Sekretär des kanadischen Botschafters in Großbritannien.
Pearson riet seinen Vorgesetzten nach der Invasion Äthiopiens, Wirtschaftssanktionen gegen das faschistische Italien zu verhängen, doch Bennetts Nachfolger William Lyon Mackenzie King lehnte diesen Vorschlag strikt ab. Das Münchner Abkommen von 1938 bezeichnete er als „Frieden ohne Ehre“, und er warnte vor einem baldigen Kriegsausbruch. Pearson hatte mittlerweile einen hervorragenden Ruf als Analyst der Weltpolitik erworben und begann zunehmend, die kanadische Außenpolitik zu beeinflussen. Nach Ausbruch des Zweiten Weltkriegs blieb er weiterhin in London und war am Ausbau der britisch-kanadischen Beziehungen beteiligt.
Im Frühjahr 1941 kehrte Pearson nach Ottawa zurück und wurde stellvertretender Unterstaatssekretär im Außenministerium. Als Botschaftsrat wechselte er im Juni 1942 an die kanadische Botschaft in Washington, D.C. Damals ging die Führungsrolle unter den Alliierten endgültig an die Amerikaner über. Pearson erkannte, dass Großbritannien und das Commonwealth of Nations nach dem Krieg eine geringere Rolle spielen würden, was wiederum von enormer Bedeutung für die zukünftige Außenpolitik Kanadas war.
Am 1. Januar 1945 wurde er zum Botschafter ernannt und nahm im selben Jahr in San Francisco an der Gründungsversammlung der Vereinten Nationen teil. Er wurde als erster Generalsekretär der Vereinten Nationen vorgeschlagen, die Sowjetunion legte gegen diesen Antrag allerdings ihr Veto ein. Im September 1946 folgte die Beförderung zum Vize-Außenminister; in dieser Funktion war Pearson maßgeblich an der Ausgestaltung der NATO beteiligt.

### Außenminister
Premierminister King ernannte Pearson am 10. September 1948 zum Außenminister. Da Pearson als Minister auch ein Mandat im Unterhaus benötigte, stellte er sich am 25. Oktober 1948 erfolgreich einer Nachwahl im Wahlkreis Algoma East im Norden Ontarios, der einen Teil des heutigen Algoma Districts und die Insel Manitoulin umfasste. Kings Nachfolger Louis Saint-Laurent, ebenfalls von der Liberalen Partei Kanadas, bestätigte ihn am 15. November 1948 im Amt.

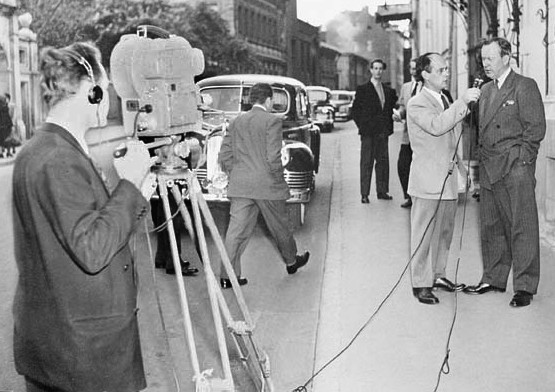
Interview mit René Lévesque, dem späteren Premierminister Québecs, vor der Botschaft in Moskau (1955)

Pearsons Aufgaben fokussierten sich sehr stark auf die internationalen Beziehungen. Vor allem bei den Vereinten Nationen und der NATO sowie an den Konferenzen des Commonwealth of Nations war er präsent. 1951 und 1952 war er Vorsitzender der NATO-Versammlung, 1952 Präsident der UN-Generalversammlung während deren 7. Sitzungsperiode. Er konzentrierte sich in diesem Jahr vor allem auf eine Lösung im Koreakrieg.
1956 kam es zu einer militärischen Intervention Großbritanniens, Frankreichs und Israels gegen die Verstaatlichung des Sueskanals durch Ägypten, was die Sueskrise auslöste. Pearson schlug die erstmalige Entsendung bewaffneter Friedenstruppen der Vereinten Nationen vor. Dabei gehörten kanadische Truppen zu den ersten, die im Rahmen dieses Einsatzes nach Ägypten kamen (siehe auch United Nations Emergency Force). Für seine Rolle bei der Beilegung der Krise erhielt Pearson 1957 den Friedensnobelpreis.
Zudem war er von 1957 bis 1958 der zweite Präsident der Atlantic Treaty Association.

### Oppositionsführer
Die Liberalen verloren die Unterhauswahl im Juni 1957. Sie erzielten zwar insgesamt mehr Stimmen als die Progressiv-konservative Partei, gewannen aber weniger Sitze. Am 20. Juni 1957 trat Saint-Laurents Regierung zurück. Pearson wurde am 16. Januar 1958 am Parteitag in Ottawa im ersten Wahlgang zum neuen Vorsitzenden der Liberalen Partei gewählt.
Gleich zu Beginn seiner Tätigkeit als Oppositionsführer beging er einen taktischen Fehler. Im Unterhaus forderte er die progressiv-konservative Minderheitsregierung von John Diefenbaker auf, die Macht ohne Wahlen an die Liberalen abzutreten, da die Wirtschaft sich in einer Rezession befände. Doch Diefenbaker rief stattdessen eine Neuwahl aus, worauf die Liberalen überhaupt nicht vorbereitet waren. Ende März 1958 verloren sie mehr als die Hälfte ihrer Mandate und Diefenbaker konnte mit der größten Mehrheit in der Geschichte des Landes weiterregieren.
Bei der Unterhauswahl im Juni 1962 gelang es den Liberalen, fast ihre gesamten Verluste wieder wettzumachen. Zwar blieben die Progressiv-Konservativen weiterhin stärkste Partei, doch verfügten sie nicht mehr über die Mehrheit der Sitze. Diefenbakers Regierung brach schließlich zusammen, als er sich entgegen dem Rat des Verteidigungsministers weigerte, amerikanische Bomarc-Atomraketen in Kanada zu stationieren. Nach einem erfolgreichen Misstrauensvotum fand Anfang April 1963 erneut eine Wahl statt. Die Liberalen wurden wieder stärkste Partei, konnten aber ebenfalls keine absolute Mehrheit erringen.

### Premierminister
Am 22. April 1963 wurde Pearson als neuer Premierminister vereidigt. Trotz fehlender Mehrheit konnte seine Regierung einige bedeutende Gesetze verabschieden, darunter die allgemeine öffentliche Krankenversicherung (Medicare), das staatliche Pensionskassensystem (Canada Pension Plan), ein Programm für Studienkredite, die 40-Stunden-Woche und einen höheren Mindestlohn. Auch konnte Pearson nach monatelanger Debatte die Einführung einer neuen Nationalflagge durchsetzen. Das Steuersystem wurde reformiert und der Auto Pact liberalisierte die Automobilindustrie. In den meisten Fällen konnte Pearson mit der Unterstützung der Neuen Demokratischen Partei von Tommy Douglas rechnen.
Während seiner gesamten Amtszeit widerstand Pearson dem großen Druck der Amerikaner, kanadische Truppen in den Vietnamkrieg zu schicken. Als er im April 1965 in den USA weilte, warb er für eine Einstellung der Luftangriffe im Norden Vietnams und die Aufnahme von Verhandlungen. Dieses Vorgehen missfiel US-Präsident Lyndon B. Johnson, der Pearson deswegen heftig kritisierte. Tausende amerikanische Kriegsdienstverweigerer siedelten nach Kanada über und entzogen sich so der Einberufung.
Da er in den Meinungsumfragen deutlich in Führung zu liegen schien, rief Pearson bereits nach zweieinhalb Jahren eine Neuwahl aus, um endlich klare Verhältnisse zu schaffen. Doch Diefenbakers Progressiv-Konservativen gelang es während des Wahlkampfs, die Aufmerksamkeit der Öffentlichkeit von den Erfolgen der Regierung auf die Verfehlungen verschiedener Minister zu lenken und so fast den gesamten Rückstand wettzumachen. Die Unterhauswahl im November 1965 brachte nur marginale Veränderungen und Pearsons Liberale Partei verfügte weiterhin nicht über die erhoffte Mehrheit.
Um den zunehmenden separatistischen Tendenzen in der französischsprachigen Provinz Québec zu begegnen, berief Pearson prominente Québecer in sein Kabinett, darunter Pierre Trudeau, Jean Chrétien und John Turner (allesamt zukünftige Premierminister). Die Königliche Kommission für Zweisprachigkeit und Bikulturalismus sollte Vorschläge ausarbeiten, wie die Frankokanadier besser in die Gesellschaft integriert und deren Benachteiligung verringert werden sollten. Die Arbeit der Kommission führte 1969 zum Erlass des Amtssprachengesetzes, das auf Bundesebene Englisch und Französisch zu gleichberechtigten Sprachen erklärt. Pearson sollte der letzte kanadische Premierminister sein, der nur Englisch sprach, da die Zweisprachigkeit sich zu einer (inoffiziellen) Voraussetzung für dieses Amt entwickelte.
1967 wurde das hundertjährige Bestehen der Kanadischen Konföderation gefeiert. Die wichtigste Veranstaltung war die Weltausstellung Expo 67 in Montreal. Im Juli dieses Jahres weilte der französische Staatspräsident Charles de Gaulle auf Staatsbesuch. Da er ursprünglich vom Premierminister Québecs, Daniel Johnson, eingeladen worden war, reiste er aus protokollarischen Gründen zunächst in diese Provinz. Bei einem Empfang in Montreal am 24. Juli sagte er, der Jubel der Menschen in dieser Stadt erinnere ihn an die Befreiung von Paris während des Zweiten Weltkriegs. Am darauf folgenden Tag stachelte er die Separatisten weiter an, als er vor einer großen Menschenmenge „Vive le Québec libre!“ („Es lebe das freie Québec!“) ausrief. Pearson war zutiefst verärgert und entgegnete, Kanadier müssten nicht „befreit“ werden und de Gaulles Erscheinen in Ottawa sei nicht mehr erwünscht.
Ebenfalls 1967 wurde ein neues Einwanderungsgesetz beschlossen. Es war das erste überhaupt, das nicht bestimmte Gruppen wie Juden oder Chinesen diskriminierte, sondern – basierend auf einem heute noch angewandten Punktesystem – grundsätzlich die Einwanderung aus der ganzen Welt ermöglichte. Im selben Jahr führte die Regierung den Order of Canada ein, der seither die höchste zivile Auszeichnung des Landes ist. Am 1. Februar 1968 konnte ein weiteres wichtiges Projekt abgeschlossen werden. An diesem Tag trat der Canadian Forces Reorganization Act in Kraft. Mit diesem Gesetz wurden Heer, Luftwaffe und Marine zu den Kanadischen Streitkräften vereinigt, die seither über eine einheitliche Organisationsstruktur verfügen.

### Rücktritt
Am 14. Dezember 1967 gab Pearson seinen baldigen Rücktritt bekannt. Anfang April 1968 fand eine Parteiversammlung statt, in der nach fünf Wahlgängen eher überraschend Pierre Trudeau zum neuen Vorsitzenden der Liberalen Partei gewählt wurde. Am 20. April gab Pearson die Amtsgeschäfte an seinen Nachfolger ab, der die Liberalen im Juni zu einem Wahlsieg (45,4 %; 5,2 Prozentpunkte mehr als bei der Wahl 1965) führte.
Ab 1969 leitete Pearson die Kommission für Internationale Entwicklung der Weltbank und veröffentlichte im gleichen Jahr den Pearson-Bericht. Der von Wirtschaftsexperten mitverfasste Bericht bilanzierte die Resultate von zwanzig Jahren Entwicklungspolitik und folgerte aus ihnen Empfehlungen für die zweite Entwicklungsdekade, die Pearson 1970 beim 2. Weltkongress für Ernährung in Den Haag vorlegte. Darin wurde zum ersten Mal Kritik an der in der Entwicklungspolitik vorherrschenden Modernisierungstheorie geübt. Als Hauptkritik wurde angeführt, dass wirtschaftliches Wachstum nicht automatisch zu einer Entwicklung des jeweiligen Landes führen würde. 1969 wurde Pearson Kanzler der Carleton University in Ottawa. Bis ins hohe Alter blieb er sportlich aktiv und spielte Golf und Tennis. 1972 starb er 75-jährig an Leberkrebs. Die Trauerfeier fand im Beisein des britischen Premierministers in der Christ Church Cathedral in Ottawa statt.

## Ehrungen und Nachwirkung

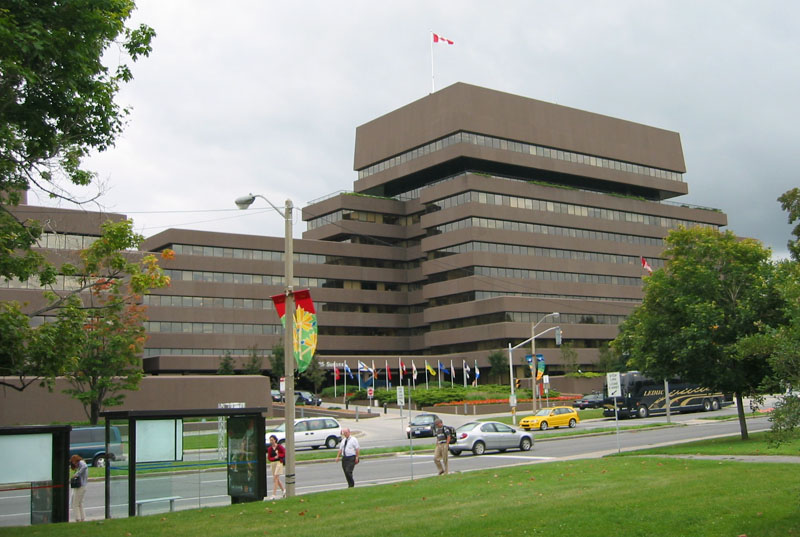
Lester B. Pearson Building, Sitz des kanadischen Außenministeriums

Pearson erhielt Ehrendoktortitel von insgesamt 48 Universitäten, darunter die University of Toronto, die Princeton University, die Johns Hopkins University, die McGill University, die Harvard University und die University of Oxford. 1957 wurde Pearson in die American Academy of Arts and Sciences gewählt.
Der Flughafen von Toronto, der größte des Landes, wurde 1984 zu seinen Ehren in Lester B. Pearson International Airport umbenannt. Ebenfalls seinen Namen trägt das Lester B. Pearson Building, der 1973 fertiggestellte Sitz des Außenministeriums in Ottawa. Das 1994 gegründete Pearson Peacekeeping Centre ist eine Non-Profit-Organisation, die Kanadas Beitrag zum Frieden und der Sicherheit in der Welt unterstützt. Der Lester B. Pearson Award ist ein Preis für den besten Spieler in der nordamerikanischen Eishockeyliga NHL und das Lester B. Pearson United World College of the Pacific gehört zum Verbund der United World Colleges. Fünf Mittelschulen in Calgary, Toronto, Burlington, Ottawa und Montreal sind nach Pearson benannt, ebenso Grundschulen in zahlreichen weiteren Städten.
Sein Sohn Geoffrey Pearson trat ebenfalls in den diplomatischen Dienst ein. So war er beispielsweise von 1980 bis 1983 kanadischer Botschafter in der Sowjetunion.

## Werke
- Canada: Nation on the March. Clarke & Irwin, Toronto 1953.
- Diplomacy in the Nuclear Age. Harvard University Press, Boston 1959.
- The Four Faces of Peace and the International Outlook. McClelland and Stewart, Toronto 1964.
- Peace in the Family of Man. Oxford University Press, London 1969, ISBN 0-563-08449-9.
- Words and Occasions: An Anthology of Speeches and Articles. University of Toronto Press, Toronto 1970, ISBN 0-674-95611-7.
- The Crisis of Development. University of Toronto Press, Toronto 1970.
- The Memoirs of the Right Honourable Lester B. Pearson. University of Toronto Press, Toronto 1972, ISBN 0-575-01709-0.